# Meghan Musnicki
Meghan Musnicki (Canandaigua, 5 de fevereiro de 1983) é uma remadora estadunidense, bicampeã olímpica.

## Carreira
Musnicki competiu nos Jogos Olímpicos de 2012 e 2016, sempre integrando a equipe dos Estados Unidos no oito com e conquistando o bicampeonato olímpico da prova.